# Bakuträsket
Bakuträsket är en sjö i Kalix kommun i Norrbotten och ingår i Kalixälven-Töreälvens kustområde. Sjön har en area på 0,395 kvadratkilometer och ligger 38,1 meter över havet. Sjön avvattnas av vattendraget Bölsbäcken.

## Delavrinningsområde
Bakuträsket ingår i det delavrinningsområde (733151-181417) som SMHI kallar för Mynnar i havet. Medelhöjden är 44 meter över havet och ytan är 9,27 kvadratkilometer. Det finns inga avrinningsområden uppströms utan avrinningsområdet är högsta punkten. Avrinningsområdets utflöde Bölsbäcken mynnar i havet. Avrinningsområdet består mestadels av skog (80 procent). Avrinningsområdet har 0,43 kvadratkilometer vattenytor vilket ger det en sjöprocent på 2,4 procent. Bebyggelsen i området täcker en yta av 1,1 kvadratkilometer eller 6 procent av avrinningsområdet.